# Yukon Jack
Yukon Jack (Yukotujakzurjimozoata) è un personaggio immaginario, membro del team canadese Alpha Flight, vive nell'Universo Marvel.

## Storia
Il personaggio è stato creato da Scott Lobdell e Clayton Henry su Alpha Flight vol. 3 1 del maggio 2004. Rimarrà un membro della squadra fino alla conclusione della serie in Alpha Flight 12, dell'aprile 2005.

## Caratteristiche
Yukon Jack è membro dei nativi americani Turpa'lurpa'todian, nello specifico della tribù Kemteron, e vede se stesso come un semi dio e facendo riferimento a se stesso come non appartenente alla razza umana. Ma quando Hiro Takachiho dei Big Hero 6 lo folgorò, il suo scheletro mostrò delle similitudini con quello umano.
Questo non gli impedì di sposare una Snowbird proveniente da una realtà alternativa, pur di sentirsi comunque simile a un dio, ma è probabile che il matrimonio sia terminato a causa del carattere scontroso di Yukon Jack.